# Lilleput og pusling
 For alternative betydninger, se Pusling (flertydig). (Se også artikler, som begynder med Pusling)
Puslinge eller lilleputter er mennesker, som er små, men som ikke er dværge. Det vil sige at de har proportioner som fuldt udvoksede mennesker, modsat dværgene, hvis arme og ben er små i forhold til hoved og krop.
Inden for fodbold og andre sportsgrene har man puslingehold – hold med 4-7 år gamle børn.